# Motion Picture Funnies Weekly
Motion Picture Funnies Weekly è un fumetto statunitense di 36 pagine creato nel 1939 e progettato per essere un omaggio promozionale nelle sale cinematografiche. Sebbene l'idea si sia rivelata infruttuosa e siano state stampate solo una manciata di copie campione del numero 1, il periodico è storicamente importante per aver introdotto il personaggio duraturo della Marvel Comics Namor the Sub-Mariner, creato dallo scrittore-artista Bill Everett.

## Storia della produzione
Motion Picture Funnies Weekly è stato prodotto da First Funnies, Inc., uno dei "confezionatori" di fumetti dell'età d'oro degli anni Trenta e anni Quaranta che creava fumetti in outsourcing su richiesta degli editori. La società, fondata dal direttore artistico di Centaur Publications Lloyd Jacquet e successivamente denominata Funnies Inc., pianificava di diventare essa stessa un editore, con Motion Picture Funnies Weekly come prodotto iniziale. Mentre gli indizi postali indicano l'editore come First Funnies, Inc., la quarta di copertina, un annuncio autopromozionale, indirizza le parti interessate a contattare Funnies, Inc.
Il fumetto, con pagine in bianco e nero e copertina a colori e progettato per essere distribuito ai bambini nelle sale cinematografiche, non fu mai pubblicato, sebbene fossero stampati campioni da mostrare ai proprietari delle sale. Esistono otto o nove campioni (le fonti differiscono). Tutti tranne uno furono scoperti durante la vendita della proprietà del defunto Jacquet nel 1974. Un campione, soprannominato "Pay Copy", contiene informazioni scritte sui pagamenti per i vari creatori che hanno contribuito al fumetto. Inoltre, sono state trovate bozze per le copertine dei numeri 2-4.
La scoperta del finora dimenticato Motion Picture Funnies Weekly riscrisse una prima parte della storia dei fumetti e fece scalpore all'epoca. La Marvel Comics, nel 1978, descrivendo la creazione del suo supereroe il Sub-Mariner, scriveva:
La collezione "Comic Books on Microfiche" della Biblioteca McFarlin dell'Università di Tulsa elenca Amazing Man Comics n. 5 di Centaur Publications (settembre 1939), il primo numero, come continuazione della numerazione di Motion Picture Funnies Weekly, ma questo è non confermato.
Nessuna copia è stata depositata presso la Biblioteca del Congresso.

## Contenuti
Il primo numero includeva la storia originale di otto pagine di Bill Everett sulle origini del Sub-Mariner, che fu ampliata di quattro pagine quando alla fine venne stampata su Marvel Comics n. 1939) – la prima pubblicazione del predecessore della Golden Age della Marvel Comics, Timely Comics, i cui contenuti furono forniti da Funnies, Inc. Il pannello finale a pagina 8 conteneva un riquadro con la scritta Continua la prossima settimana, oltre a una notazione che indicava una data aprile 1939 per l'art. La scatola rimase, senza parole e colorata, quando fu ristampata come parte della storia di 12 pagine in Marvel Comics n. 1 (ottobre 1939), e ristampata come storia originale di otto pagine in The Invaders della Marvel n. 20 (settembre 1977). Come scrive lo storico Les Daniels,
Un altro personaggio di Timely che ha debuttato su Motion Picture Funnies Weekly è stato l'eroe aviatore dell'artista e scrittore Paul J. Lauretta, American Ace, la cui origine alla fine apparve in due storie di sei pagine in Marvel Mystery Comics n. 2–3 (dicembre). . 1939 – gennaio 1940), in seguito alla ridenominazione di Marvel Comics con il numero 1.
Ulteriori contenuti in Motion Picture Funnies Weekly n. 1 erano "Spy Ring", con protagonista un combattente del crimine mascherato e senza costume, The Wasp, disegnato e probabilmente scritto da Arthur Pinajian con lo pseudonimo di Jay Fletcher e ristampato come il film "The Wasp" e il storia intitolata "The Spy Ring Case" in Silver Streak Comics n.  1 (dicembre 1939); "Kar Toon and his Copy Cat" di Martin Filchock e una pagina di attività, "Fun-o-graphs, " di Vernon Miller, entrambi ristampati in Green Giant Comics n. 1 di Pelican Publications (1940); e "Jolly the Newsie" di George Peter.
Il fumettista Fred Schwab ha disegnato la copertina. Un altro fumettista, Martin Filchock, ha disegnato le copertine dei numeri 2 e 4, e Max Neill la copertina del numero 3,[8] con ciascuna di queste ultime. copertine firmate dall'artista.